# آشوت نرکاراریان
آشوت نیکوغوسی نرکاراریان (ارمنی: Աշոտ Նիկողոսի Ներկարարյան؛  زادهٔ ۱۹۰۷ - درگذشته تاریخ نامعلوم) کارشناس علوم پرورشی اهل ارمنستان بود.

## زندگی‌نامه
وی در ۱۹۰۷ در لرناپات به دنیا آمد و از دانشگاه دولتی علوم پرورشی خاچاطور آبوویان ارمنستان فارغ‌التحصیل گشت.  همچنین برندهٔ جوایزی همچون آموزگار شایسته ارمنستان شوروی (۱۹۶۲)، نشان جنگ میهنی (درجه دو) و نشان ستاره سرخ شده است. سال درگذشت نامعلوم است